# Marija Alexandrowna Ananjina
Marija Alexandrowna Ananjina (russisch Мария Александровна Ананьина; * 1849 in St. Petersburg; † 25. Januarjul. / 6. Februar 1899greg. in Nertschinsk) war eine russische Revolutionärin.

## Leben
Ananjina, Tochter eines Fabrikangestellten, wuchs in der Heimschule des Prinzen Peter von Oldenburg in St. Petersburg auf, aus der sie 1865 entlassen wurde. Sie heiratete einen Bauern in der Nischne-Serbinski-Gemeinde im Krasnoufimsk-Bezirk des Gouvernements Perm und bekam zwei Kinder, die Tochter Lidija Iwanowna Ananjina (* 1868) und den Sohn Alexander Ananjin.
In der Mitte der 1880er Jahre trennte Ananjina sich von ihrem Mann und studierte Geburtshilfe. Nach dem Abschluss arbeitete sie als Geburtshelferin in dem St. Petersburger Vorort Pargolowo. In ihrer Datsche in Pargolowo lebte im Februar 1887 einige Tage A. I. Uljanow, der Bruder Lenins, der für einen geplanten Anschlag auf Alexander III. Nitroglycerin herstellte. Als die Anschlagsvorbereitungen zufällig entdeckt worden waren, wurde Ananjina am 3. März 1887 in Pargolowo verhaftet und ins St. Petersburger Untersuchungsgefängnis eingeliefert. Im Prozess gegen Uljanow und Mittäter (Fall 1. März 1887) wurde Ananjina wegen Zugehörigkeit zu einer Terroristischen Vereinigung, der Vereinigung Volkswille, und Vorbereitung eines Sprengstoffanschlags im April 1887 zum Verlust ihrer bürgerlichen Rechte und zum Tode durch den Strang verurteilt. Das Gericht beantragte die Umwandlung der Todesstrafe in 20 Jahre Katorga-Zwangsarbeit, dem stattgegeben wurde. Ananjina stellte ein Gnadengesuch ohne Erfolg. Im Zusammenhang mit Unruhen am 21. Oktober 1887 im Gefängnis der Festung Irkutsk trat Ananjina im November 1887 in den Hungerstreik. Am 8. Januar 1888 kam sie in das Katorga-Lager am Kara-Fluss in Transbaikalien. Aufgrund der Manifeste von 1891 und 1894 wurden ihr Hafterleichterungen wegen der Schwere ihrer Tat nicht gewährt. Im September 1892 kam sie aus der Lagerhaft in ein Freikommando.
Im April 1896 heiratete sie den verbannten Journalisten Lew Deitsch, mit dem sie den Sohn Jakow Lwowitsch Deitsch (1896–1956, gestorben im Krankenhaus der Stanford University) bekam. 1896 wurde ihre Reststrafe auf ein Drittel verkürzt. Nach Auflösung des Kara-Lagers kam sie 1898 in das Akatuiski-Lager. Im November 1898 wurde sie in das Gefängniskrankenhaus in Algatsch eingeliefert. Im Januar 1899 wurde sie unter Überwachung nach Nertschinsk entlassen, wo sie an einer Nierenentzündung starb.